# 文成覚
文 成覚（ふみ の じょうかく）は、飛鳥時代の人物。姓は直。冠位は贈小錦下。壬申の乱における大海人皇子（天武天皇） 方の功臣。

## 経歴
直姓の文氏（書氏）は、東漢氏に属する渡来系の氏族。
壬申の乱について記述する『日本書紀』の中に、成覚は現れない。元正朝の霊亀2年（716年）壬申の乱における功臣の子に功田が与えられた際、成覚の子息である古麻呂が含まれていることから、成覚が乱で功労があったと考えられる。孝謙朝の天平宝字元年（757年）になって、成覚が与えられた功田4町が中功にあたり、2世に伝えるべきことを太政官が決めた。
没年は不明だが、同じ文直（書直）一族の書智徳が天武天皇10年（681年）八色の姓の制定に伴って直姓から連姓に改姓しており、このとき他の氏人も同様に連姓に改姓したと考えられるため、直姓である成覚の死はそれ以前と推測できる。